# Liste der Bodendenkmäler in Prackenbach
Auf dieser Seite sind die Bodendenkmäler in der niederbayerischen Gemeinde Prackenbach zusammengestellt. Diese Tabelle ist eine Teilliste der Liste der Bodendenkmäler in Bayern. Grundlage ist die Bayerische Denkmalliste, die auf Basis des Bayerischen Denkmalschutzgesetzes vom 1. Oktober 1973 erstmals erstellt wurde und seither durch das Bayerische Landesamt für Denkmalpflege geführt wird. Die folgenden Angaben ersetzen nicht die rechtsverbindliche Auskunft der Denkmalschutzbehörde.

## Bodendenkmäler der Gemeinde Prackenbach

### Bodendenkmäler in der Gemarkung Moosbach
| Lage                | Objekt | Akten-Nr.     | Bild |
| ------------------- | --- | ------------- | ---- |
| Moosbach (Standort) | Untertägige Befunde des Mittelalters und der frühen Neuzeit im Bereich der Katholischen Pfarrkirche St. Johannes Baptist mit zugehöriger Karnerkapelle und zugehörigem aufgelassenen Friedhof in Moosbach, darunter die Spuren von Vorgängerbauten bzw. älteren Bauphasen. Siehe auch: St. Johannes Baptist (Moosbach) | D-2-6842-0009 |      |
| Moosbach (Standort) | Mittelalterlich-frühneuzeitliche Hofwüstung im Bereich des Weilers Tafertshof. | D-2-6842-0014 |      |

### Bodendenkmäler in der Gemarkung Prackenbach
| Lage                   | Objekt | Akten-Nr.     | Bild |
| ---------------------- | --- | ------------- | ---- |
| Prackenbach (Standort) | Untertägige Befunde des Mittelalters und der frühen Neuzeit im Bereich der Katholischen Pfarrkirche St. Georg mit zugehöriger Karnerkapelle und zugehörigem ummauerten, historischen Friedhof in Prackenbach, darunter die Spuren von Vorgängerbauten bzw. älteren Bauphasen. Siehe auch: St. Georg (Prackenbach) | D-2-6942-0089 |      |
| Prackenbach (Standort) | Siedlung des Spätmittelalters. | D-2-6943-0117 |      |

### Bodendenkmäler in der Gemarkung Ruhmannsdorf
| Lage                    | Objekt | Akten-Nr.     | Bild |
| ----------------------- | --- | ------------- | ---- |
| Ruhmannsdorf (Standort) | Untertägige Befunde des Mittelalters und der frühen Neuzeit im Bereich der Katholischen Kirche St. Peter und Paul mit zugehöriger Karnerkapelle und zugehörigem ummauerten, historischen Friedhof in Krailing, darunter die Spuren von Vorgängerbauten bzw. älteren Bauphasen. Siehe auch: St. Peter und Paul (Krailing) | D-2-6843-0018 |      |